# Observatoriegatan

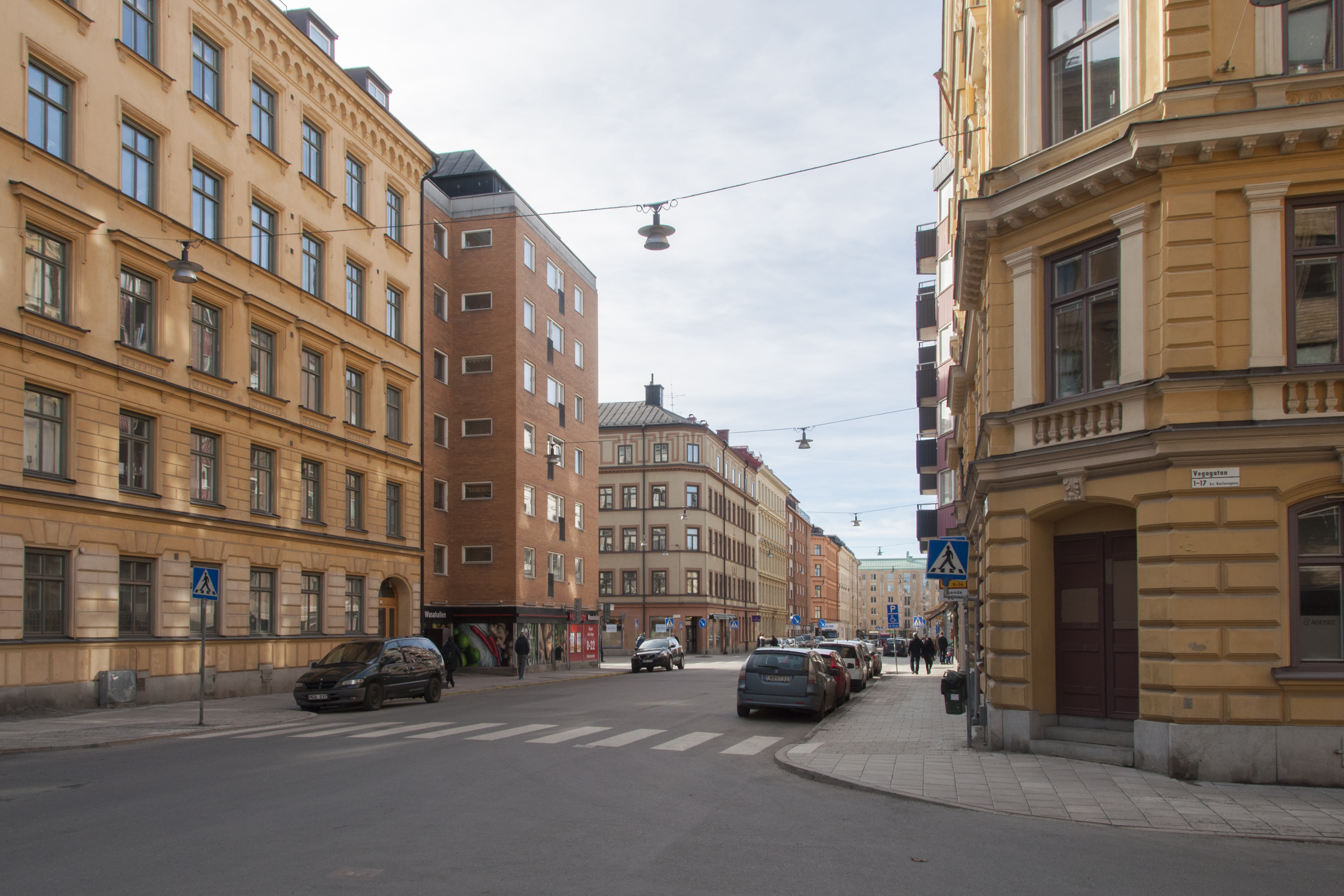
Observatoriegatan västerut. Till höger; hörnet av huset vid Vegagatan 1 och Observatoriegatan 6.

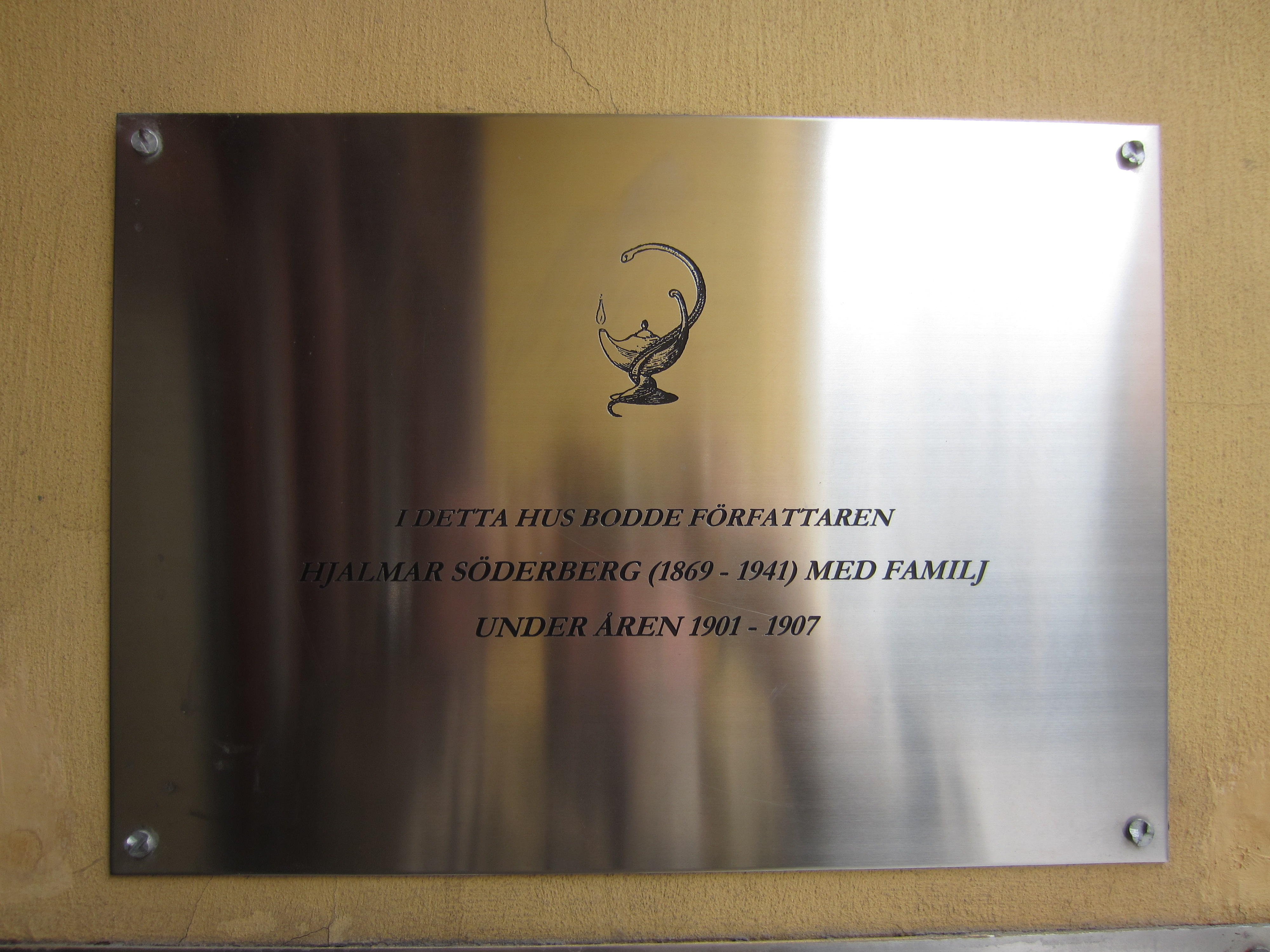
Plakett i porten vid Observatoriegatan 6. Familjen Söderberg bodde i fastigheten 1901–1907. Här föddes sonen Mikael den 3 december 1903.

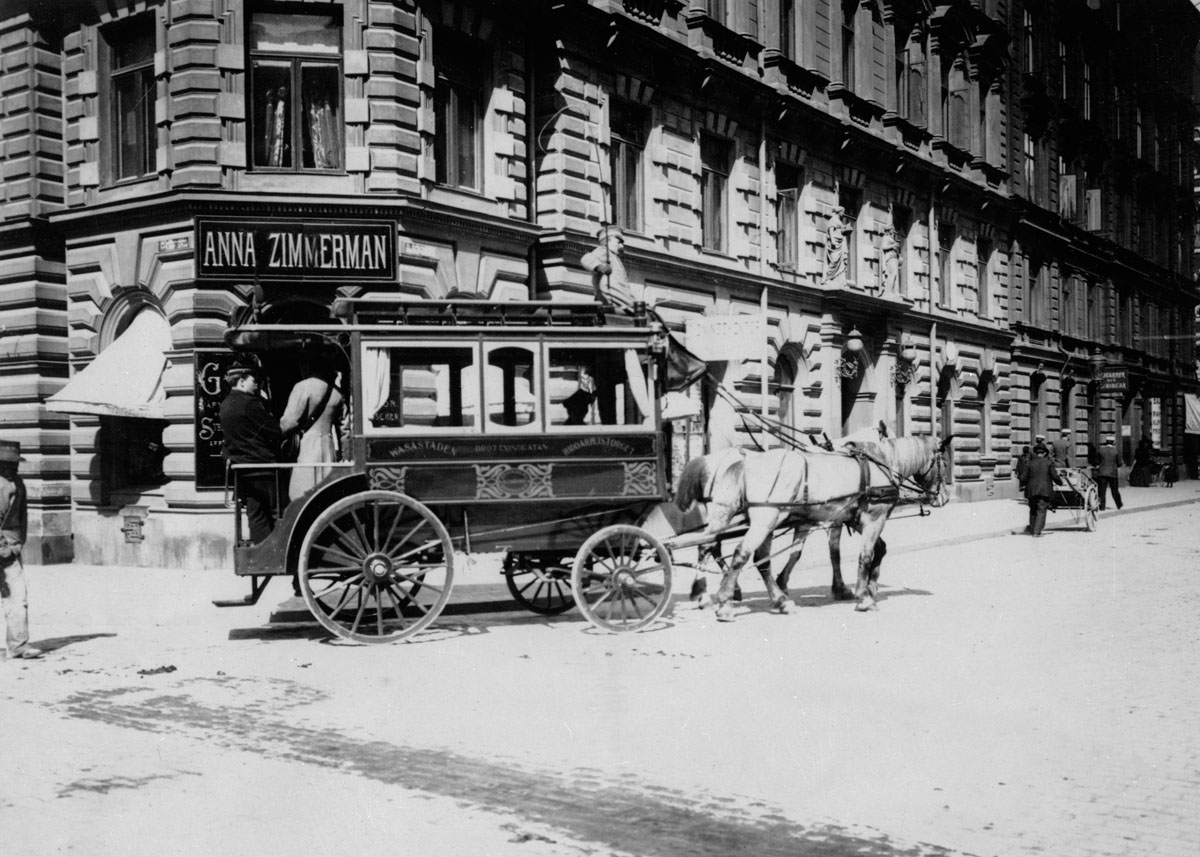
En hästomnibus i hörnet Observatoriegatan/Upplandsgatan, maj 1902.

Observatoriegatan är en gata i Vasastan i Stockholm som går från Dalagatan i väster till Drottninggatan/Norrtullsgatan i öster. Gatan bär namn efter Stockholms gamla observatorium på Observatoriekullen, som ligger i gatans förlängning. Innan namnrevisionen i Stockholm 1885 hette gatan Parisgränden efter värdshusvärden Jakob Paris. Eftersom det fanns en gata med samma namn på Södermalm, så fick båda gatorna nya namn; Observatoriegatan respektive Fredmansgatan.
Vid Observatoriegatan 2 låg fram till 1964 baptistkyrkan Tabernaklet. Frälsningsarméns Vasakår håller till på Observatoriegatan 4. Mikael Söderberg föddes 1903 på Observatoriegatan 6 och familjen Söderberg bodde här under åren 1901–1907. Fram till 1951 låg psykologiska institutet på Observatoriegatan 8.